# Wydrzyk antarktyczny

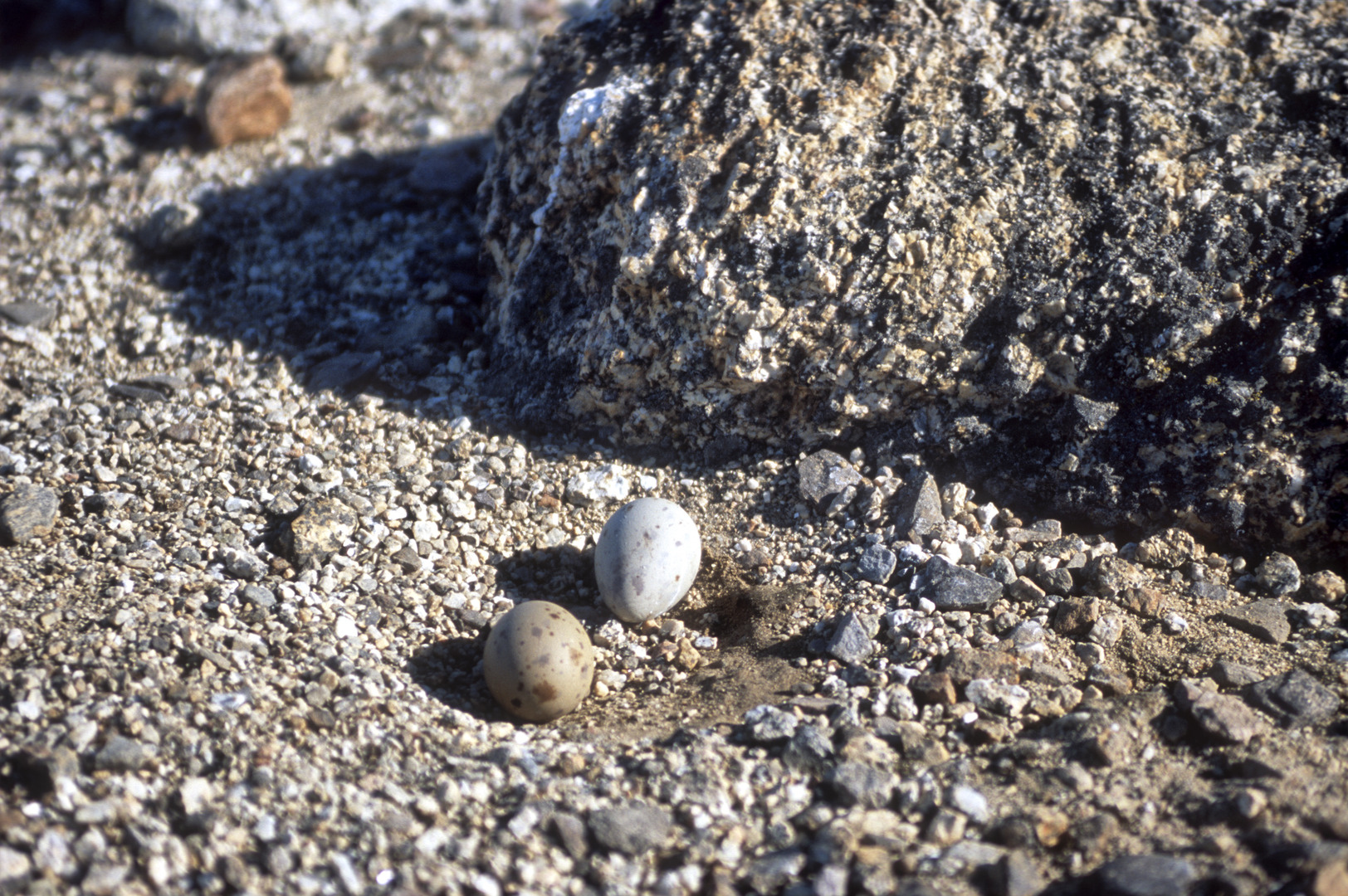
Jaja wydrzyka antarktycznego

Wydrzyk antarktyczny (Stercorarius maccormicki) – gatunek dużego ptaka oceanicznego z rodziny wydrzyków (Stercorariidae). Lęgnie się na wybrzeżach Antarktydy, zwłaszcza w rejonie Morza Rossa; po sezonie lęgowym migruje na dalekie odległości i zimę spędza na północnym Atlantyku (aż po Grenlandię) i północnym Pacyfiku (aż po Alaskę). Nie jest zagrożony.
TaksonomiaPrzez część systematyków wydzielany do rodzaju Catharacta. Nie wyróżnia się podgatunków.
MorfologiaDługość ciała 50–55 cm, rozpiętość skrzydeł 130–140 cm; osiąga masę ciała 0,9–1,6 kg. Czarny, średnio długi i haczykowato zagięty na końcu dziób. Spód ciała, głowa i pierś piaskowobrązowe. Ciemnobrązowe, początkowo jaśniejsze skrzydła, szerokie i zaokrąglone. Ciemnoszare nogi. Istnieją dwie formy kolorystyczne – jasna i ciemna.
BiotopW większości zasiedla morza, gniazduje na nieośnieżonych terenach, czasem blisko kolonii pingwinów.
RozródLiczba odpowiednich miejsc lęgowych stale się zmienia, w związku z ingerencją człowieka i skażeniami. Gniazduje w luźnych koloniach. Gniazdo to wydrapany w gruncie dołek, zwykle bez żadnej wyściółki. Składa 2 jaja; niedoświadczone samice czasami składają tylko jedno. Starsze pisklę często zabija młodsze, co obniża sukces lęgowy.
PożywienieZjada głównie ryby, rzadziej pisklęta i jaja pingwinów.
StatusMiędzynarodowa Unia Ochrony Przyrody (IUCN) uznaje wydrzyka antarktycznego za gatunek najmniejszej troski (LC – Least Concern) nieprzerwanie od 1988 roku. Liczebność światowej populacji, według szacunków, mieści się w przedziale 6–15 tysięcy dorosłych osobników. Ze względu na brak dowodów na spadki liczebności bądź istotne zagrożenia dla gatunku BirdLife International uznaje trend liczebności populacji za stabilny.